# تاینه

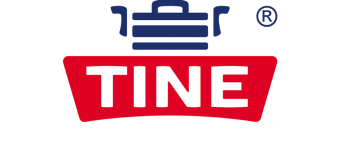
لوگوی شرکت تاینه

تاینه (انگلیسی: Tine) شرکت صنایع غذایی نروژی است، که در سال ۱۹۲۸ تأسیس شد.